# Chtchigry
Chtchigry (en russe : Щигры) est une ville de l'oblast de Koursk, en Russie, et le centre administratif du raïon de Chtchigry. Sa population s'élève à 15 678 habitants en 2016.

## Géographie
Chtchigry est située entre les rivières Chtchigor et Lesnaïa Plata, à 57 km à l'est de Koursk et à 436 km au sud de Moscou.

## Histoire
L'origine connue de Chtchigry remonte au XVIIe siècle. C'était alors le village de Troïtskoïe na retchke Chtchigor (Troïtskoïe-sur-la-Chtchigor). Il reçut le statut de ville et fut renommé Chtchigry en 1779. Pendant la Seconde Guerre mondiale, elle fut occupée par l'Allemagne nazie du 21 novembre 1941 au 4 février 1943.

## Population
Recensements (*) ou estimations de la population
| 1856  | 1897* | 1926* | 1939* | 1959*  |
| ----- | ----- | ----- | ----- | ------ |
| 3 700 | 6 061 | 6 936 | 7 600 | 11 405 |

| 1970*  | 1979*  | 1989*  | 2002*  | 2010*  |
| ------ | ------ | ------ | ------ | ------ |
| 17 133 | 20 572 | 21 187 | 19 582 | 17 040 |

| 2012   | 2013   | 2014   | 2015   | 2016   |
| ------ | ------ | ------ | ------ | ------ |
| 16 664 | 16 416 | 16 227 | 15 963 | 15 678 |

## Religion

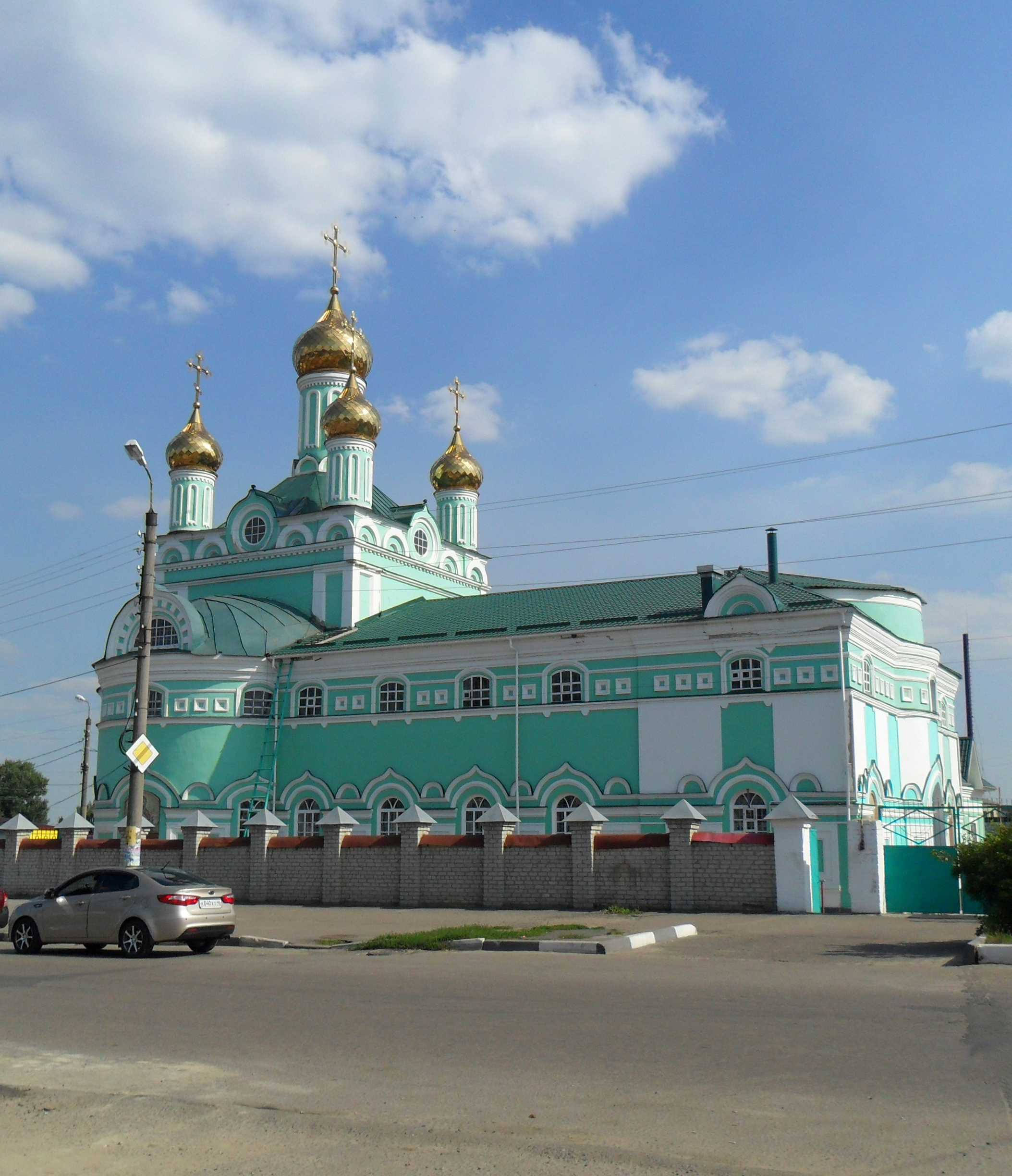
Cathédrale de la Sainte-Trinité.

La majorité de la population de la ville est orthodoxe. Les fidèles orthodoxes diposent de la cathédrale de la Sainte-Trinité (qui est le siège de l'éparchie de Chtchigry), de l'église Saint-Vladimir, de la chapelle Saint-Séraphin et de la chapelle Saint-Serge-de-Radonège. Il existe aussi une communauté baptiste formée à Chtchigry dans les années 1990.

## Économie
La principale entreprise de Chtchigry est la société AOOT Gueomach (en russe : АООТ "Геомаш" ; en anglais : AOOT Geomash) qui fabrique de l'équipement pétrolier.